# Alfredo Savoldi
Alfredo Savoldi (Mazzano, 2 giugno 1955) è un dirigente sportivo ed ex calciatore italiano, di ruolo difensore. Non ha legami di parentela con i due Savoldi (Gianluigi e Beppe), noti calciatori degli anni settanta.

## Carriera

### Giocatore
Dopo essersi fatto le ossa per un paio di anni nel Bolzano, nel duplice ruolo di terzino e mediano, ha fatto il suo esordio in Serie B con la maglia del Brescia il 25 settembre 1977 in Lecce-Brescia (2-0); con le rondinelle ha totalizzato 27 presenze (e una rete) nel campionato cadetto. Nel 1978-79 ha ottenuto la promozione in Serie B con il Como.
Successivamente ha militato ancora in Serie B con il Pisa (12 presenze) e con il Monza (7 presenze).

### Dirigente
Ricopre il ruolo di vicepresidente nel Ciliverghe, squadra bresciana del campionato di Serie D .

## Palmarès

### Giocatore

#### Competizioni nazionali
- Campionato italiano Serie C1: 1

Como: 1978-1979 (girone A)

#### Competizioni giovanili
- Campionato Primavera: 1

Brescia: 1974-1975